# 4-metoksibenzoat monooksigenaza (O-demetilacija)
4-metoksibenzoat monooksigenaza (O-demetilacija) (EC 1.14.99.15, 4-metoksibenzoatna 4-monooksigenaza (O-demetilacija), 4-metoksibenzoatna O-demetilaza, p-anisonska O-demetilaza, piperonilat-4-O-demetilaza) je enzim sa sistematskim imenom 4-metoksibenzoat,vodonik-donor:kiseonik oksidoreduktaza (O-demetilacija). Ovaj enzim katalizuje sledeću hemijsku reakciju
4-metoksibenzoat + 2 + O2 {\displaystyle \rightleftharpoons } 4-hidroksibenzoat + formaldehid + A + H2O
Ovaj bakterijski enzim sadrži feredoksinski tip proteina i gvožđe-sumporni flavoprotein (FMN). On takođe deluje na 4-etoksibenzoat, N-metil-4-aminobenzoat i toluate.

## Literatura
- Nicholas C. Price; Lewis Stevens (1999). Fundamentals of Enzymology: The Cell and Molecular Biology of Catalytic Proteins (Third изд.). USA: Oxford University Press. ISBN 019850229X.
- Eric J. Toone (2006). Advances in Enzymology and Related Areas of Molecular Biology, Protein Evolution (Volume 75 изд.). Wiley-Interscience. ISBN 0471205036.
- Branden C; Tooze J. Introduction to Protein Structure. New York, NY: Garland Publishing. ISBN 0-8153-2305-0.
- Irwin H. Segel. Enzyme Kinetics: Behavior and Analysis of Rapid Equilibrium and Steady-State Enzyme Systems (Book 44 изд.). Wiley Classics Library. ISBN 0471303097.
- William P. Jencks (1987). Catalysis in Chemistry and Enzymology. Dover Publications. ISBN 0486654605.

## Spoljašnje veze
- 4-methoxybenzoate+monooxygenase+(O-demethylating) на 